# EP Возничего
EP Возничего (лат. EP Aurigae) — двойная затменная переменная звезда типа Беты Лиры (EB) в созвездии Возничего на расстоянии приблизительно 1078 световых лет (около 331 парсека) от Солнца. Видимая звёздная величина звезды — от +11,82m до +11,16m. Орбитальный период — около 0,591 суток (14,184 часов).

## Характеристики
Первый компонент — жёлто-белая звезда спектрального класса F8. Радиус — около 1,6 солнечного, светимость — около 3,313 солнечных. Эффективная температура — около 6160 К.